# Mirchond
Mir-Khwānd (Mohammad ibn Khwāndshāh ibn Mahmud, también transliterado como Mīr-Khwānd, Mirkhond y otras variantes; 1433/1434–1498) fue un historiador en lengua persa del siglo XV. Es conocido en latín y griego como Mirchond.

## Vida
Nacido en 1433 en Bujará, (actual Uzbekistán), era hijo de un hombre piadoso perteneciente a una familia de sayyid o descendientes directos de Mahoma. Mir-Khwānd creció y murió en Balj. Desde su juventud temprana se dedicó a la literatura y los estudios históricos en general.
En Herat, Afganistán, donde Mir-Khwānd pasó la mayor parte de su vida, obtuvo el favor de un famoso patrón de las letras, Ali-Shir Nava'i (1440–1501), quién a su vez servía a Sultan Husayn Mirza Bayqara (reinado: 1469–1506), último gobernante timúrida en Irán. Ali-Shir fue portador del sello y luego gobernador de Gorgán. A petición suya,  Mir-Khwānd entró a su servicio sobre 1474 en el tranquilo khanqah de Khilashyah. Ali-Shir, escritor el mismo, había fundado dicha institución en Herat como casa de retiro para literatos. Su mayor trabajo fue una historia universal, el Rawżen unṣ-ṣafāʾ (en árabe: روضة الصفا‎:  "Jardín de Pureza").

## Rawżen unṣ-ṣafāʾ
Su Rawżen unṣ-ṣafāʾ o "El Jardín de Pureza" es una historia del mundial desde la creación en siete volúmenes.

## Trabajo en la web
- «23. Rawżat aṣ-ṣafāʾ,of Mirkhond». The History of India, as Told by Its Own Historians. The Muhammadan Period]] (Vol 4.). London : Trübner & Co. 1871. : Trübner & Co.